# Enter the Gungeon
Enter the Gungeon è un videogioco roguelike sviluppato da Dodge Roll e pubblicato per PlayStation 4, Xbox One, Microsoft Windows, Linux e Mac. È stato pubblicato il 5 aprile 2016 in digitale su PlayStation Network e Steam.
Il 5 aprile 2017 Enter the Gungeon è stato distribuito anche per Xbox One e Windows 10, venendo inoltre reso disponibile su Windows Store con l'iniziativa "Xbox Play Anywhere". Nel dicembre 2017 il gioco è poi sbarcato su Nintendo Switch, in date diverse tra Americhe, Europa e Giappone.

## Trama
Il gioco è ambientato all'interno del gungeon, gioco di parole tra gun (arma da fuoco) e dungeon, dove i protagonisti devono avventurarsi per poter uccidere il proprio passato.

## Modalità di gioco
Enter the Gungeon è una avventura dinamica nel quale il giocatore controlla uno dei personaggi con lo scopo di raggiungere il piano più basso del gungeon.
Le meccaniche di gioco e l'aspetto ricordano le meccaniche di The Binding of Isaac: Rebirth e quelle di Nuclear Throne; i livelli sono realizzati in maniera casuale come nei giochi roguelike, dai quali riprende anche il concetto di "morte permanente", ovvero una volta morti sarà impossibile recuperare quella partita perdendo così tutti i progressi fatti. Ogni livello corrisponde ad un piano del gungeon, nel quale il giocatore deve sconfiggere tutti gli armorti presenti in una stanza prima di poter procedere alla successiva. Durante il suo viaggio, il giocatore può collezionare "bossoli" per comprare dell'equipaggiamento dai negozi e chiavi per aprire scrigni ottenendo così nuovi oggetti e potenziamenti. Importante meccanica di gioco è la "rotoschivata" ovvero una capriola che permette di essere immuni quando la si effettua. Ogni piano include un boss che il giocatore deve sconfiggere prima di poter scendere al piano successivo.
Il Varco è il luogo da cui all'inizio il giocatore potrà solo scegliere il suo personaggio e, successivamente, parlare con gli altri NPC (dopo che saranno stati liberati). All'inizio del gioco sono presenti quattro personaggi, ognuno con un proprio equipaggiamento base: il marine, il pilota, l'evasa e la cacciatrice. Durante le partite sarà inoltre possibile sbloccare due personaggi segreti: il Robot e il Proiettile. Successivamente, con l'ultima espansione, sarà possibile sbloccare altri due personaggi segreti: Il Paradosso e il Pistolero.

### Oggettistica
Durante l'esplorazione del gungeon sarà possibile reperire vari oggetti come bossoli, chiavi, obliteratori, casse di munizioni e crediti egemonici: i "bossoli" equivalgono alla moneta di gioco, mentre gli obliteratori equivalgono a bombe che ripuliscono lo schermo completamente dai colpi nemici; i crediti egemonici si ottengono eliminando un boss oppure compiendo determinati obbiettivi e vengono utilizzati per sbloccare oggetti/armi nei negozi presenti nel Varco. Questi oggetti una volta acquistati saranno poi disponibili nei negozi e nelle ceste all'interno del gungeon.

### Boss
Alla fine di ogni piano del dungeon è presente un boss il quale, se viene sconfitto, conferisce al giocatore un oggetto o arma, crediti, chiave, cuore o armatura; se invece viene ucciso senza subire nessun danno verrà rilasciato anche un oggetto speciale che permette di avere un HP in più.

## Accoglienza
| Testata                              | Versione | Giudizio |
| ------------------------------------ | -------- | -------- |
| Metacritic (media al 21 aprile 2021) | PC       | 84       |
| Metacritic (media al 21 aprile 2021) | PS4      | 82       |
| Metacritic (media al 21 aprile 2021) | Switch   | 87       |
| Metacritic (media al 21 aprile 2021) | XOne     | 85       |
| IGN                                  | PC       | 8,5/10   |
| PC Gamer                             | PC       | 78/100   |
| SpazioGames                          | PC-PS4   | 8/10     |
| Multiplayer.it                       | PC       | 8,5/10   |

Il gioco è stato accolto molto positivamente, ricevendo vari premi e venendo incluso nelle seguenti liste, top 100 miglior giochi per pc 2016, top 100 giochi più discussi del 2016, top 100 giochi più condivisi su PC del 2016.

## Espansioni
Un primo pacchetto di contenuti aggiuntivi è uscito gratuitamente il 26 gennaio 2017: The Supply Drop Update, contiene nuove armi, nemici e tipi di stanze.
Era previsto un secondo pacchetto per fine 2017, posticipato ad inizio 2018: Advanced Gungeons and Draguns: Gratuitamente, implementa 20 armi, 20 oggetti, nuove stanze, un piano segreto con il Ratto Pieno di Risorse (il PNG Ladro) come boss.
È stata successivamente distribuita l'ultima espansione il 5 aprile 2019: Farewell To Arms (anch'esso gratuito). Implementa nel gioco 22 nuove armi, 14 nuovi oggetti, un piano segreto, due nuovi personaggi (Il Pistolero e il Paradosso),  un nuovo NPC che abilita un nuovo modo per giocare e un nuovo trofeo.

## Successo commerciale
Enter the Gungeon ha superato le aspettative dei suoi sviluppatori con 200 000 copie vendute in una sola settimana negli store digitali di PC e PlayStation 4, come annunciato da Dodge Roll stessa.
Dopo aver venduto un milione di copie su PC, Xbox One e PlayStation 4, Enter the Gungeon ha visto aprirsi nuovi traguardi su Nintendo Switch, dove ha raggiunto 75 000 download 10 giorni dopo la pubblicazione.

## Sequel
Nel Nintendo Direct del 2 aprile 2025 è stato annunciato il suo successore: Enter the Gungeon 2.